# AGRS
株式会社AGRS（アジルス）は、東京都新宿区に本社を置く日本の声優事務所。声優の杉田智和が代表取締役社長を務める。

## 概要
2020年4月1日に杉田がアトミックモンキーの退所と共に社長就任が発表された。企業名は杉田がプロデュースしてきたキャラクターコンテンツに由来する。

「Automatic Game Revolution System」の略語である。
設立当初の本店は杉田の地元である埼玉県比企郡嵐山町に置かれていた。

## 主要メンバー
- 杉田智和（代表取締役）[2]
- 神野貴元（企画・渉外/マネジメント統括）[2]
- 二木啓輔（企画・制作プロデューサー）[2]
- 朝倉ブルー（イラストレーター/デザイナー）[2]
- 伊藤海（顧問弁護士）[2]
- 伏見圭（顧問税理士）[2]